# Leptostomias
Leptostomias es un género de peces de la familia Stomiidae.

## Descripción
El género Leptostomias se conforma de 12 especies marinas. Algunas de ellas miden poco más de 11 cm de longitud (4,33 pulgadas), la de mayor tamaño, Leptostomias gracilis, con 38 cm (14,96 pulgadas) según los reportes. Las especies registradas cuentan con una coloración oscura que va desde el marrón a un negro intenso, como por ejemplo, Leptostomias gladiator. Sus cuerpos son alargados y ciertamente delgados, hocico corto, barbilla larga con un bulbo alargado y asimétrico. Además cuentan con diminutos órganos luminosos.

## Distribución y hábitat
Se distribuye por el Pacífico occidental: Papúa Nueva Guinea, en el Atlántico occidental: Islas Vírgenes de los Estados Unidos y el mar Caribe. El Atlántico suroccidental desde el golfo de México hasta el mar de los Sargazos. También en el océano Índico occidental. Atlántico oriental desde Irlanda hasta Mauritania, Liberia, Angola y frente a Sudáfrica. Reportado además en Cuba, Brasil y Argentina, islas Canarias hasta Angola y el golfo de Guinea. Pacífico noroeste: reportado sólo en Japón.